# Posuka Demizu
出水 ぽすか
Œuvres principales
- The Promised Neverland

Posuka Demizu (出水 ぽ す か, Demizu Posuka), née le 17 janvier 1988 à Tokyo, est une dessinatrice de mangas, illustratrice et designer japonaise. Elle est notamment connue pour avoir dessiné la série de mangas The Promised Neverland avec  Kaiu Shirai au scénario.
Les illustrations de Demizu évoluent souvent dans des paysages cauchemardesques. Ses arrière-plans sont complexes et remplis de détails. Elle combine les détails d'un dessin en utilisant la couleur, limitant sa palette aux seuls tons froids ou chauds. Elle utilise également le contraste pour diriger l'attention du spectateur, la couleur la plus vibrante étant le point central.

## Biographie
Posuka Demizu est née le 17 janvier 1988 et vit à Tokyo, au Japon. Elle a émergé sur la scène manga en 2008 avec une mini-série pour le mensuel manga Monthly CoroCoro Comic. Demizu a fait ses débuts en tant que manga artiste professionnel avec la série de mangas Oreca Monster Bouken Retsuden dans le magazine Monthly CoroCoro Comic basée sur le jeu de cartes populaire Oreca Battle. Elle a travaillé sur un large éventail de projets avec des magazines pour enfants et des sociétés de jeux vidéo. Elle a notamment travaillé avec le studio d'animation J.C.Staff sur la série d'animation Sakurasou no Pet na Kanojo. Elle a également publié plusieurs ouvrages sur le site Web des artistes Pixiv.
Le premier recueil de l'œuvre de Demizu, The Art of Posuka Demizu, a été publié en 2016 au Japon. Il présente plusieurs de ses illustrations exceptionnelles de sa carrière jusqu'à présent. La version française est publiée par Kazé le 18 septembre 2019. Ensuite, elle publie son deuxième artbook intitulé Postcard Planet en avril 2021 au Japon. La version française est par ailleurs publiée par Kazé le 13 juillet 2022.
En 2016, Posuka Demizu a collaboré avec l'auteur et l'artiste de manga Kaiu Shirai sur la série The Promised Neverland. Le manga a commencé dans le 35e numéro de 2016 du magazine Weekly Shōnen Jump le 1er août 2016, publié par Shueisha, et s'est terminée dans le 28e numéro de 2020 du même magazine le 15 juin 2020. À l'origine, Shirai prévoyait d'écrire et de dessiner, mais son éditeur avait le sentiment que le style de Shirai « ne rendait pas justice au scénario » et qu'il serait trop difficile pour Shirai de maintenir la qualité des deux. À la suite de cela, Demizu a rejoint le projet. Shirai avait déjà vu l'art de Demizu et l'avait apprécié, mais avant de commencer la série, ils ont créé un one-shot appelé Poppy's Wish. Le résultat était meilleur que ce que Shirai avait imaginé à l'origine.
Le 3 septembre 2021, un recueil d'histoires courtes a été publié au Japon, qui comprenait des œuvres en collaboration avec Kaiu Shirai. La version française est publiée par Kazé le 24 août 2022,. Une exposition collaborative「MIROIRS – Le manga rencontre CHANEL」 de Posuka Demizu, Kaiu Shirai et Chanel s'est tenue au Chanel Nexus Hall Ginza, Chūō-ku, Tokyo du 28 avril au 4 juin 2021. Dans cette exposition, des scènes de Miroirs côtoient des œuvres précieuses de Chanel. Le manga Miroirs, qui a été inspiré par Coco Chanel, a été éditée par Shueisha le 30 avril 2021. La version française est publiée par Kazé le 16 juin 2022.
En 2022, Posuka Demizu a travaillé sur la conception des personnages (character design) d'un jeu mobile RPG, intitulé unVEIL the world. Le jeu sortira sur iOS et Android et est produit par Shueisha Games et NetEase Games,,. En novembre 2022, il a été annoncé que Posuka Demizu s'occuperait de la conception des personnages et de l'art conceptuel de la série Dragons of Wonderhatch sur Disney+. En mai 2023, il a été annoncé que Demizu collaborerait avec Homura Kawamoto et Hikaru Muno pour illustrer l'adaptation manga de Beyblade X. Le manga a commencé la sérialisation dans le magazine Monthly CoroCoro Comic de l'éditeur Shōgakukan le 15 juin 2023. En décembre 2023, il a été annoncé que Demizu avait conçu les monstres du jeu de cartes numérique de Konami, intitulé Ore'n. Le jeu fera ses débuts sur iOS, Android, PC et navigateurs en 2024.

## Œuvres

### Mangas
- The Promised Neverland (約束のネバーランド, Yakusoku no Neverland?) (Weekly Shōnen Jump, 2016-2020, 20 tomes)[18],[19].
- Miroirs (2021, 1 tome)[10].
- Beyblade X (Monthly CoroCoro Comic, 2023-en cours)[16].

### One-shots
- Poppy's Wish (ポピィの願い, Poppy no Negai?) (Shōnen Jump+, 2016)[20].
- Spirit Photographer Saburo Kono (心霊写真師 鴻野三郎, Shinrei Shashinshi Kouno Saburou?) (Weekly Shōnen Jump, 2020)[21].
- Dreams Come True (spin-off de The Promised Neverland)[20].
- We Were Born (Weekly Shōnen Jump, 2021)[20].
- DC3 (Weekly Shōnen Jump, 2021)[20].
- Cool Shock Old B.T. (魔老紳士ビーティー?) (Ultra Jump, 2021)[22],[23].
- Chicken Survivor (チキンサバイバー, Chikinsabaibā?) (Shōnen Jump+, 2022)[24].
- Naka no Hito (中の人, Nakanojin?) (Jump GIGA, 2022)[25].

### Light novels
- Kirugumi (キルぐみ?), 2013-2014, 3 tomes[1].
- Real Cedro Investigation File 01 Shibuya Hen Chase down the fugitive!, 2022, 1 tome[26].
- Almark Admission to Magic Academy, 2022, 2 tomes[27].

### Artbooks
- The Art of Posuka Demizu - Pone (2016)[28].
- The Promised Neverland: Art Book WORLD (2020)[29].
- The Art of Posuka Demizu - Postcard Planet (2021)[30].

### Autres travaux
- Character design et concept artiste pour la série Dragons of Wonderhatch[15].
- Character design pour le jeu pour smartphone unVEIL the world[13].
- Illustratrice pour l'affiche japonaise du film Dune[31].
- Illustratrice de la couverture pour le magazine de mode féminin Spur[32].
- Participation à la production d'animation de Sakurasou no Pet na Kanojo (design)[33].
- Illustratrice pour les jeux de cartes à collectionner Wixoss, Pokémon, Duel Masters[34],[35],[1].
- Illustratrice pour la version manga de Animal Kaiser Evolution, Great Animal Kaiser et Strong Animal Kaiser Evolution[33].

## Distinctions
- 2012 : Prix d'excellence de la catégorie Illustration des créateurs Glico Pocky[36].
- 2016 : Mandō Kobayashi Manga Grand Prix, New Serialization Award pour The Promised Neverland[37].
- 2017 : Mandō Kobayashi Manga Grand Prix, Grand prix pour The Promised Neverland[38].
- 2017 : Tsutaya Comic Awards, Next Break Division pour The Promised Neverland.[39]
- 2017 : Manga Shimbun Taishō, Grand Prix pour The Promised Neverland[40].
- 2018 : Manga News, Meilleur Manga Shōnen pour The Promised Neverland[41].
- 2018 : 21e Japan Media Arts Festival, Jury Sélection pour The Promised Neverland[42].
- 2018 : 12e ACBD, Jury Sélection pour The Promised Neverland[43].
- 2018 : Google Play Awards, User Voting Excellence Award pour The Promised Neverland[44].
- 2018 : Ridibooks Comic Award, Next Trending Manga Award pour The Promised Neverland[45],[46].
- 2018 : 63e Prix Shōgakukan, catégorie shōnen pour The Promised Neverland[47].
- 2018 : Kono Manga ga Sugoi!, gagnant dans la catégorie lecteurs masculin, pour The Promised Neverland[48].
- 2019 : Piccoma Awards, Luna catégorie pour The Promised Neverland[49].
- 2019: Japan Expo Awards, Daruma de la meilleure nouvelle série, pour The Promised Neverland[50].
- 2019 : Japan Expo Awards, Daruma du meilleur scénario de l'année, pour The Promised Neverland[50].
- 2019 : Prix Babelio, Meilleur Manga pour The Promised Neverland[51].
- 2019 : Ridibooks Comic Award, Grand Prix pour The Promised Neverland[52].
- 2019 : Mangawa Awards, Meilleur Shōnen Manga pour The Promised Neverland[53].
- 2019 : Prix Manga’titude, Meilleur Manga pour The Promised Neverland[54].
- 2019 : 25e Saló del Manga de Barcelona, Meilleur Shōnen Manga pour The Promised Neverland[55].
- 2020 : Anime Click Award, Meilleur nouveau manga et Meilleure nouvelle série pour The Promised Neverland[56],[57].
- 2020 : Les Mordus du Manga, Grand Prix pour The Promised Neverland[58].
- 2020 : Lucca Comics & Games, Amazon Comics Award pour The Promised Neverland[59].
- 2020 : 20e Prix Sense of Gender, Grand Prix pour The Promised Neverland[60].